# ソフィアン・アムラバト
ソフィアン･アムラバト（アラビア語: سفيان أمرابط, ラテン文字転写: Sofyan Amrabat，1996年8月21日 - ）は、オランダ・北ホラント州出身のモプロサッカー選手。フェネルバフチェSK所属。モロッコ代表。ポジションは、ミッドフィールダー。兄はノルディン・アムラバトであり、プレーに関してだけでなくキャリア選択でも多くの助言を受けている。

## 経歴

### クラブ
地元のクラブでサッカーを始め、2007年にユトレヒトの下部組織に加入した。2014年11月2日、フィテッセ戦でクリストファー・ペテルソンとの交代で途中出場しプロデビューを果たした。アムラバトは2016-17シーズンにPSVに移籍したバルト・ラムセラールの穴を埋める形でユトレヒトのスタメン選手に成長した。チームのエールディヴィジ4位の成績に貢献し、UEFAヨーロッパリーグの出場権を賭けたプレーオフも制した。このプレーオフの初戦である2017年5月17日のヘーレンフェーン戦では先制点となる、自身のプロ初ゴールを挙げている。
国内外から多くの関心を集めていたアムラバトは、兄ノルディンの助言もあって国内でのステップアップを希望した。2017年6月30日、「自分に合うクラブ」と語る前シーズンにエールディヴィジを制したフェイエノールトと2021年までの契約を結んだ。移籍金は約400万ユーロと報じられた。
2018年8月24日、4年契約でベルギーのクラブ・ブルッヘに移籍。
2019年8月21日、350万ユーロでの買取オプション付きでセリエAのエラス・ヴェローナに1シーズンの契約でローン移籍。4日後のボローニャとの試合でデビューすると、すぐにレギュラーに定着し、シーズン中盤にはインテルからの強い関心も寄せられた。
2020年1月31日、移籍金約1,800万ユーロでフィオレンティーナに引き抜かれたが、2019-20シーズン終了まではエラス・ヴェローナに所属することとなった。
2023年9月1日、イングランドのマンチェスター・ユナイテッドにローン移籍。2,500万ユーロでの買い取りオプションが付随すると報じられている。負傷の影響で出遅れていたが、23日、リーグ第6節のバーンリー戦で試合会終了間際にマンチェスター・ユナイテッドでの公式戦初出場を果たすと、26日のEFLカップ3回戦のクリスタル・パレス戦ではルーク・ショーの負傷離脱などもあり、左サイドバックとして先発出場した。
2024年8月30日、トルコのフェネルバフチェにローン移籍。

### 代表
キャリアで最初のナショナルチームはオランダ代表を選択したが、U-17の世代別代表から両親の祖国であるモロッコ代表を選択した。
2017年3月28日、チュニジア代表との親善試合でモロッコ代表デビュー、2018年5月には2018 FIFAワールドカップの登録メンバーに選出された。
2022年11月10日、2022 FIFAワールドカップに臨むモロッコ代表に招集され、自身2度目のワールドカップを迎えることとなった。本大会ではボランチとアンカーとして全6試合に出場し、モロッコ史上初となるベスト4進出に貢献した。

## 個人成績

### クラブ
| 国内大会個人成績 | 国内大会個人成績   | 国内大会個人成績 | 国内大会個人成績 | 国内大会個人成績 | 国内大会個人成績 | 国内大会個人成績 | 国内大会個人成績 | 国内大会個人成績 | 国内大会個人成績 | 国内大会個人成績 | 国内大会個人成績 |
| 年度             | クラブ             | 背番号           | リーグ           | リーグ戦         | リーグ戦         | リーグ杯         | リーグ杯         | オープン杯       | オープン杯       | 期間通算         | 期間通算         |
| 年度             | クラブ             | 背番号           | リーグ           | 出場             | 得点             | 出場             | 得点             | 出場             | 得点             | 出場             | 得点             |
| オランダ         | オランダ           | オランダ         | オランダ         | リーグ戦         | リーグ戦         | リーグ杯         | リーグ杯         | KNVBカップ       | KNVBカップ       | 期間通算         | 期間通算         |
| ---------------- | ------------------ | ---------------- | ---------------- | ---------------- | ---------------- | ---------------- | ---------------- | ---------------- | ---------------- | ---------------- | ---------------- |
| 2014-15          | ユトレヒト         | 44               | エールディヴィジ | 4                | 0                | -                | -                | 0                | 0                | 4                | 0                |
| 2015-16          | ユトレヒト         | 25               | エールディヴィジ | 7                | 0                | -                | -                | 1                | 0                | 8                | 0                |
| 2016-17          | ユトレヒト         | 25               | エールディヴィジ | 31               | 0                | -                | -                | 4                | 0                | 35               | 0                |
| 2017-18          | フェイエノールト   | 21               | エールディヴィジ | 21               | 1                | -                | -                | 3                | 0                | 24               | 1                |
| ベルギー         | ベルギー           | ベルギー         | ベルギー         | リーグ戦         | リーグ戦         | リーグ杯         | リーグ杯         | ベルギー杯       | ベルギー杯       | 期間通算         | 期間通算         |
| 2018-19          | クラブ・ブルッヘ   | 6                | ファーストA      | 24               | 1                | -                | -                | 1                | 0                | 25               | 1                |
| 2019-20          | クラブ・ブルッヘ   | 6                | ファーストA      | 1                | 0                | -                | -                | 0                | 0                | 1                | 0                |
| イタリア         | イタリア           | イタリア         | イタリア         | リーグ戦         | リーグ戦         | イタリア杯       | イタリア杯       | オープン杯       | オープン杯       | 期間通算         | 期間通算         |
| 2019-20          | ヴェローナ         | 34               | セリエA          | 34               | 1                | 0                | 0                | -                | -                | 34               | 1                |
| 2020-21          | フィオレンティーナ | 34               | セリエA          | 31               | 0                | 2                | 0                | -                | -                | 33               | 0                |
| 2021-22          | フィオレンティーナ | 34               | セリエA          | 23               | 1                | 2                | 0                | -                | -                | 25               | 1                |
| 2022-23          | フィオレンティーナ | 34               | セリエA          | 29               | 0                | 5                | 0                | -                | -                | 34               | 0                |
| イングランド     | イングランド       | イングランド     | イングランド     | リーグ戦         | リーグ戦         | FLカップ         | FLカップ         | FAカップ         | FAカップ         | 期間通算         | 期間通算         |
| 2023-24          | マンチェスター・U  | 4                | プレミアリーグ   | 21               | 0                | 2                | 0                | 2                | 0                | 25               | 0                |
| トルコ           | トルコ             | トルコ           | トルコ           | リーグ戦         | リーグ戦         | トルコ杯         | トルコ杯         | オープン杯       | オープン杯       | 期間通算         | 期間通算         |
| 2024-25          | フェネルバフチェ   | 34               | スュペル・リグ   | 26               | 2                | 3                | 0                | -                | -                | 29               | 2                |
| 通算             | オランダ           | オランダ         | エールディヴィジ | 63               | 1                | -                | -                | 8                | 0                | 71               | 1                |
| 通算             | ベルギー           | ベルギー         | ファーストA      | 25               | 1                | -                | -                | 1                | 0                | 26               | 1                |
| 通算             | イタリア           | イタリア         | セリエA          | 117              | 2                | 9                | 0                | -                | -                | 126              | 2                |
| 通算             | イングランド       | イングランド     | プレミアリーグ   | 21               | 0                | 2                | 0                | 2                | 0                | 25               | 0                |
| 通算             | トルコ             | トルコ           | スュペル・リグ   | 26               | 2                | 3                | 0                | -                | -                | 29               | 2                |
| 総通算           | 総通算             | 総通算           | 総通算           | 252              | 6                | 14               | 0                | 11               | 0                | 277              | 6                |

### 代表
| モロッコ代表 | 国際Aマッチ | 国際Aマッチ |
| 年           | 出場        | 得点        |
| ------------ | ----------- | ----------- |
| 2017         | 2           | 0           |
| 2018         | 6           | 0           |
| 2019         | 6           | 0           |
| 2020         | 4           | 0           |
| 2021         | 9           | 0           |
| 2022         | 19          | 0           |
| 2023         | 4           | 0           |
| 2024         | 12          | 0           |
| 2025         | 4           | 0           |
| 通算         | 66          | 0           |

## プレースタイル・評価
- フィジカルの強いボックス・トゥ・ボックスの選手。ユトレヒトでのチームメイト、ナセル・バラジテは「パワー、効率性、競り合いでの力、良いパス技術、走力とモダンなMFに求められる全てを兼ね備えている」と評した[14]。
- FIFPROが発表した資料によると、2022 FIFAワールドカップに出場した全選手の中で最も総走行距離が多い選手であった[15]。

## タイトル

### クラブ
フェイエノールト
- KNVBカップ（2017-18）
- ヨハン・クライフ・スハール（2017, 2018）

クラブ・ブルッヘ
- ベルギー・ファースト・ディビジョンA（2019-20）

マンチェスター・ユナイテッド
- FAカップ（2023-24）[16]

### 個人
- エラス・ヴェローナシーズン最優秀選手（2019-20）

### 勲章
- モロッコ国家勲章（英語版） : 2022[17]